# Provincia di Biskra
La provincia di Biskra (in arabo ولاية بسكرة‎?, Wilāyat Biskra) è una delle 58 province dell'Algeria; prende il nome dal suo capoluogo Biskra. Altre città sono Ain Zaatout, Tolga, Lichana, Sidi Okba ed El Kantara.

## Popolazione
La provincia conta 721.356 abitanti, di cui 365.040 di genere maschile e 356.317 di genere femminile, con un tasso di crescita dal 1998 al 2008 del 2.3%.

## Geografia antropica

### Suddivisioni amministrative
Nella tabella sono riportati i comuni della Provincia, suddivisi per distretto di appartenenza.
| Distretto       | Comune                                                        |
| --------------- | ------------------------------------------------------------- |
| Biskra          | Biskra · El Hadjeb                                            |
| Djemorah        | Djemorah · Branis                                             |
| El Kantara      | El Kantara · Ain Zaatout                                      |
| El Outaya       | El Outaya                                                     |
| Foughala        | Foughala · El Ghrous                                          |
| M’Chouneche     | M'Chouneche                                                   |
| Ourlal          | Ourlal · Lioua · Oumache · Mekhadma · M'Lili                  |
| Sidi Okba       | Sidi Okba · Chetma · El Haouch · Aïn Naga                     |
| Tolga           | Tolga · Bouchagroune · Bordj Ben Azzouz · Lichana             |
| Zeribet El Oued | Zeribet El Oued · El Mizaraa · El Feidh · Khenguet Sidi Nadji |